# 巴恩特鲁普
巴恩特鲁普（德語：Barntrup，發音：[ˈbaʁntʁʊp] ⓘ）是德国北莱茵-威斯特法伦州代特莫尔德行政区利珀县的城市，面积59.46平方千米，2023年12月31日人口为8,522人。